# Winchester Model 1895

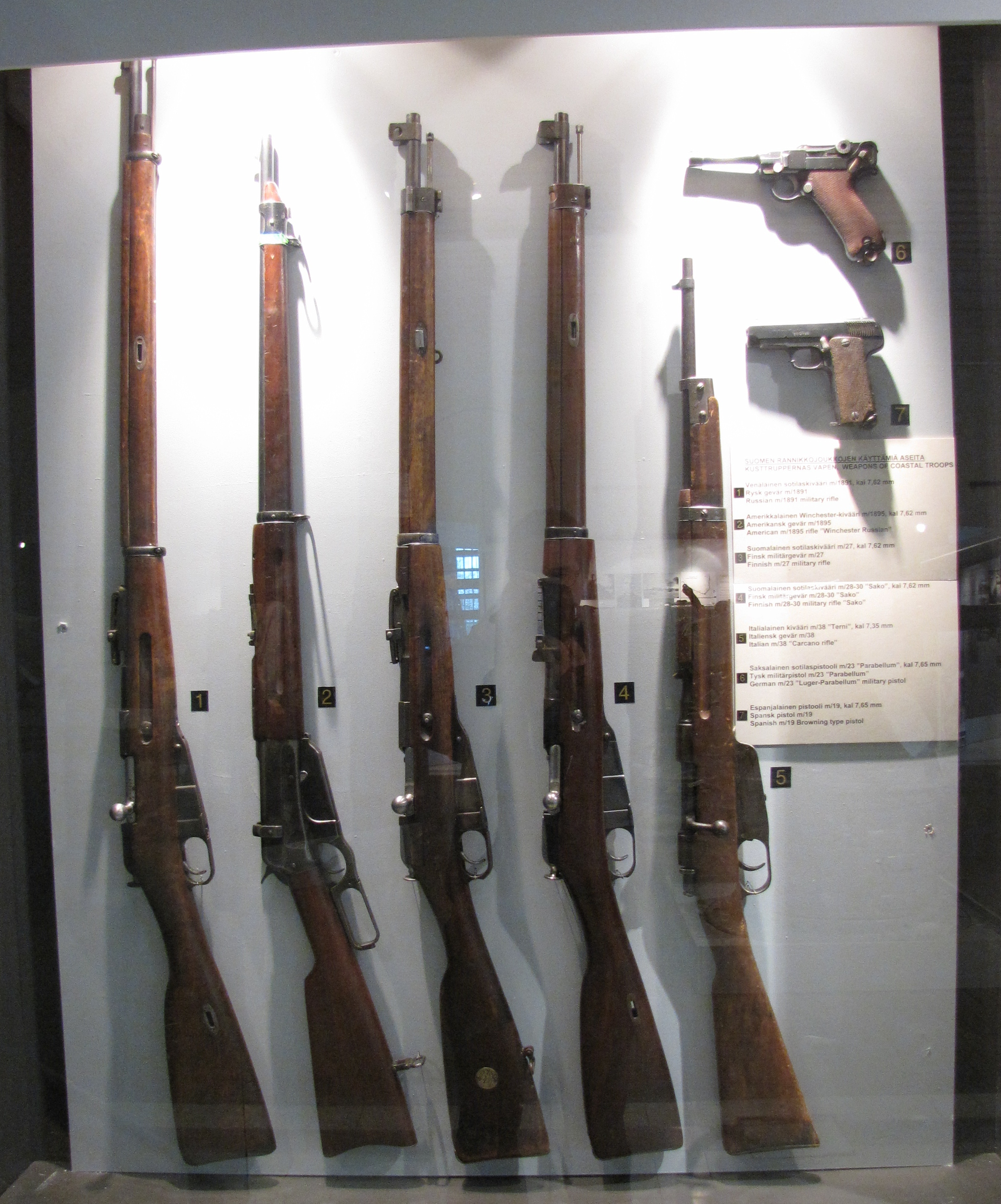
Вінчестер М1895, виготовлений для Російської імператорської армії (другий зліва).

Winchester Model 1895 — магазинна гвинтівка з важільним взводом, розроблена і випущена компанією Winchester в 1895 році. На відміну від попередніх моделей, гвинтівка була цілеспрямовано створена для використання потужних патронів мисливського і армійського зразка. В процесі експлуатації створювалися модифікації під різні патрони.

## Опис
Модель 1895 стала першою гвинтівкою фірми Winchester з коробчатим магазином центрального розташування, а не з трубчастим підствольним магазином, який використовувався в інших моделях, майже не змінившись з часу першої появи в М1866. Новий магазин дозволив безпечно використовувати потужні патрони центрального займання з гострими кулями (у трубчастому магазині це могло призвести до наколювання капсуля кулею такого патрона, тому Вінчестери традиційно розроблялися під патрони кільцевого запалення і патрони центрального займання з тупоголовою кулею).
Ця модель стала найпотужнішою зброєю фірми Winchester: її поява була викликана тим, що серед мисливців і в арміях світу популярними стали потужні патрони, споряджені бездимним порохом. Тим не менш, ця спроба гідно зустріти нові віяння виявилася недостатньо вдалою, адже М1895 зберегла основні конструкторські рішення гвинтівок попереднього покоління.
Також, М1895 стала останньою гвинтівкою з важільним взводом, розробленої Дж. М. Браунінгом.
Починаючи приблизно з екземпляра № 5000 була змінена форма ствольної коробки: замість гладкої, вона стала рифленою. Це рішення дещо знизило вагу гвинтівки, але збільшило товщину на 1,59 мм. Останні екземпляри М1895 з гладкою ствольною коробкою були випущені під № між 5000 і 6000. Ранні зразки М1895 вважаються досить рідкісними.

## На озброєнні армій
Гвинтівка М1895 обмежено використовувалася в США в кінці ХІХ — на початку ХХ століття. Так, армія США замовила близько 10 тис. М1895 під калібр .30/40 Krag в ході Іспано-Американської війни, проте війна закінчилася швидше, ніж прибула перша партія гвинтівок. Ці гвинтівки відрізнялися клеймом «.30 U. S. Army» у верхній частині ствольної коробки (над патронником), а також наявністю багнета, аналогічного M1895 Lee Navy. Сотня цих гвинтівок були передані 33-му Добровольчому Піхотному полку поліції для випробувань в ході Філіппіно-Американської війни (звіт від 25 грудня 1899 про ці випробування підкреслював, що патрон .30/40 Krag чудовий для використання в армії). 9900 гвинтівок, що залишилися були продані фірмі M. Harley Company, майже всі вони вирушили на Кубу в 1906 році. Пізніше деякі гвинтівки цієї партії опинилися в Мексиці, де користувалися великою популярністю серед повстанців Панчо Вілля.
Майбутній президент США Теодор Рузвельт під час служби в загоні «Мужні вершники» особисто придбав кілька М1895 калібру .30-40 Krag для себе і своїх друзів-офіцерів.
У 1896 році гвинтівка М1895 взяла участь у конкурсі на кращу гвинтівку для Національної гвардії, однак посіла друге місце, поступившись гвинтівці Savage Model 1895. Компанія Winchester зажадала переглянути результати конкурсу, звинувативши організаторів у фальсифікації; в результаті контракт на поставку гвинтівок був відкликаний.
У 1915—1917 роках близько 300 тис. гвинтівок М1895 було виготовлено для Російської імператорської армії; це склало близько 70 % всіх випущених гвинтівок даної моделі. Дані гвинтівки були модифіковані. Головна зміна торкнулося переробки зброї під російський набій 7,62×54 мм R, що викликало потребу змінити форму магазина. Другою зміною стали спеціальні напрямні на ствольній коробці, які дозволяли швидко споряджати магазин патронами з стандартної обойми від гвинтівки Мосіна зразка 1891 р.  Крім того, гвинтівки, виготовлені для Росії, мали подовжений ствол з кріпленням для багнета. Нова довжина ствола змусила подовжити і цівку.
Перша партія гвинтівок була поставлена пізніше встановленого терміну, так як модифікація M1895 під стандарти Російської армії виявилися складнішою, ніж очікувалося (особливі труднощі викликала розробка направляючих для мосінскої обойми).
Крім того, в затримці поставок фірма Winchester звинуватила російських військових інспекторів, які відмовлялися приймати гвинтівки, які не пройшли стандартні для Російської армії випробування (хоча вони і пройшли випробування, проведені силами компанії-виробника). Зокрема, інспектори наполягали, що для випробувань мають використовуватися патрони, вироблені в Росії, а не в США. Також вони не приймали деякі гвинтівки, вказуючи на недостатньо якість деревини, використаної для ложі. Американські джерела стверджують. що це були необґрунтовані причіпки. Пізніше гвинтівки, відкинуті російськими інспекторами, були продані в США приватним особам.
Гвинтівки М1895 в основному надходили на озброєння частин Російської армії, розташованих у Фінляндії і Прибалтиці (особливо багато M1895 надійшло латиським стрілкам). Як мінімум 9 тис. М1895 були передані Радянським Союзом іспанським республіканцям в 1936 році.

## Цивільна зброя
Компанія Winchester традиційно використовувала не наскрізну нумерацію зброї, а починала нумерувати гвинтівки кожної нової моделі з № 1. Завдяки цьому можна точно сказати, що в цілому було вироблено 425 881 гвинтівка М1895, включаючи військові та цивільні підвиди.
Мисливська модифікація М1895 часто асоціюється з образом президента Теодора Рузвельта, який обожнював цю зброю. Крім нього цій гвинтівці надавали перевагу й інші відомі мисливці, серед яких Марті і Оса Джонсони, Чарльз Коттар, письменник Стівен Едвард Уайт, Гарріт Форбс і Елмер Кейт (великий любитель мисливської зброї, який першим порадив M1895 майбутньому президенту Рузвельту).
Сам Теодор Рузвельт узяв дві М1895 (під патрон .405 Winchester) на своє знамените сафарі в 1909 році. Ще дві гвинтівки він придбав для цієї поїздки для свого сина Керміта (одну під патрон .405 Winchester, іншу — під .30-03 Springfield). Відомо, що гвинтівки під патрон .405 Winchester, придбані Рузвельтом мали серійні номери 63727, 63736 і 68180. Рузвельт був у такому захваті від M1895, що присвятив їй чимало рядків у своїй книзі «African Game Trails», часто називаючи її «талісманом від левів».
Модель М1895 (як у варіанті гвинтівки, так і у варіанті карабіна, під патрони .30-40 Krag і .30-06 Springfield) була дуже популярна серед техаських і арізонських рейнджерів.
Після офіційного закінчення випуску гвинтівок, було вироблено кілька малосерійних і штучних М1895. Так, у 1985 фірма Browning Arms Company випустила М1895 під патрон .30-06 Springfield. Модель М1895 фірма Winchester відтворила в ювілейному випуску 2001 року, присвяченому 100-річній річниці правління адміністрації президента Теодора Рузвельта. Гвинтівки були випущені під калібри .405 Winchester, .30-06 Springfield і .30-40 Krag. Ще дві гвинтівки були випущені в 2009 році в пам'ять про знамените африканське сафарі 1909 року. Іронічно те, що всі ці М1895, випущені з клеймами Browning і Winchester, були насправді виготовлені в Японії фірмою Miroku Corp.

## Країни-експлуатанти
- Російська імперія: Гвинтівки під 3-лінійний російська патрон.
- Фінляндія: Гвинтівки під 3-лінійний російська патрон з арсеналів Російської армії.[18]
- Друга Іспанська Республіка: Гвинтівки під російську патрон, з числа поставлених у 1937 році як військова допомога з СРСР.
- Третій Рейх: Старі гвинтівки з фінських, польських і радянських складів передавались у підрозділи Volkssturm.[19]
- Велика Британія
- США